# こもれび森のイバライド

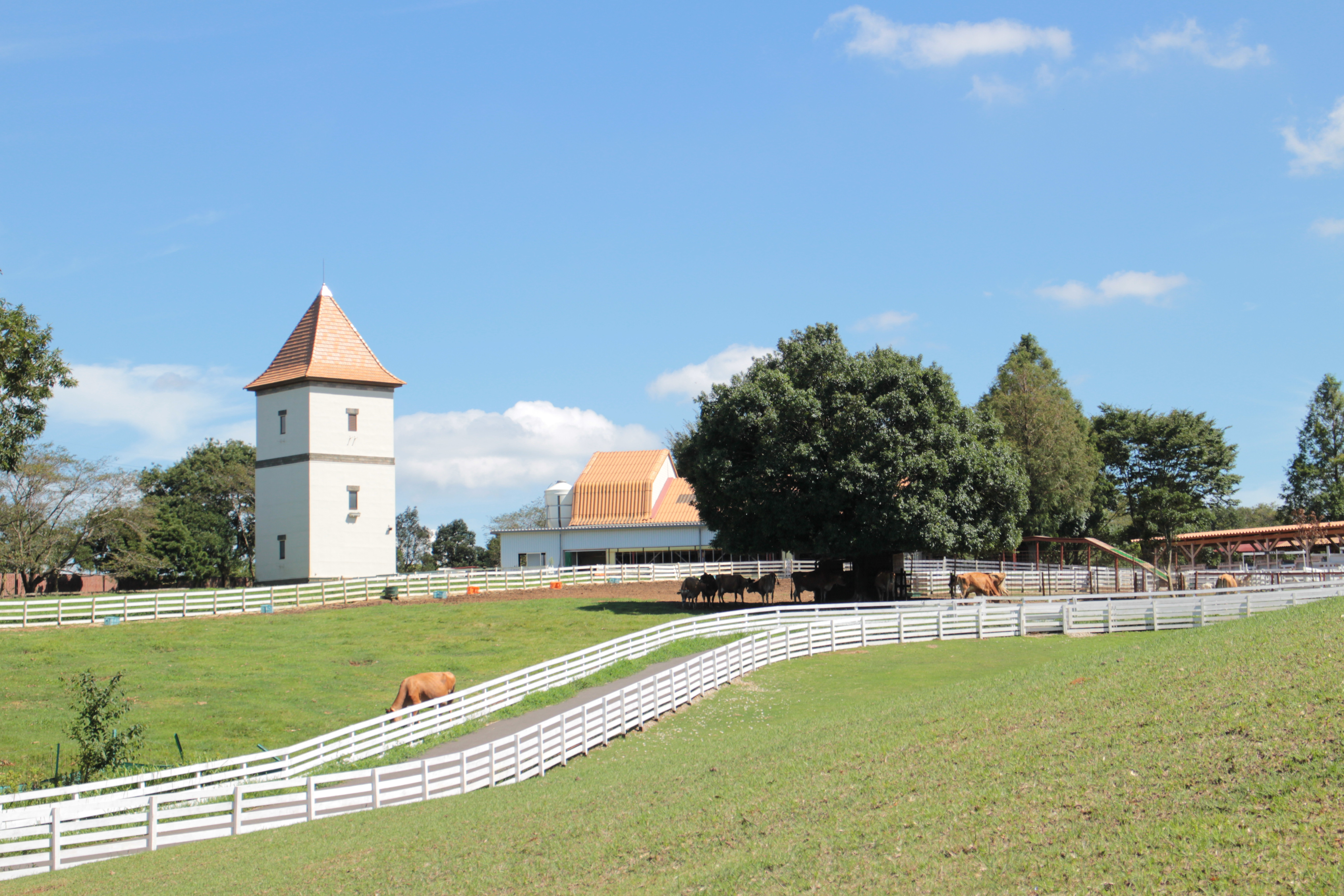
こもれび森のイバライド

こもれび森のイバライド（こもれびもりのイバライド）は、茨城県稲敷市上君山2060-1にある「株式会社ワールドインテック」が経営するテーマパークである。旧名称は江戸崎農業公園ポティロンの森（えどさきのうぎょうこうえんポティロンのもり）。

## 沿革
- 1999年4月3日 - 「江戸崎農業公園ポティロンの森」としてオープン。「ポティロン」とは旧稲敷郡江戸崎町の特産物であるカボチャを意味するフランス語である。
- 2015年11月23日 - リニューアル準備のため閉園。
- 2016年
  - 3月19日 - 「こもれび森のイバライド」としてリニューアルオープンし、シルバニアファミリーのキャラクターを用いた「シルバニアファーム」の区画を園内に開設した。
  - 5月31日 - 「イバライド」など各地の施設を運営している、株式会社ファームが約51億円の負債を抱えて民事再生法を申請し、自主再建を断念した。現在は「イバライド」など数箇所の施設は通常通り営業を続けている。
- 2018年6月23日 - 「イバライド」内の一部エリアをリニューアルし、首都圏初のシルバニアファミリーのテーマパーク「シルバニアパーク」をオープン。合わせてシルバニアファミリー専門店「森のマーケット」をオープン、「遊びのお部屋」をリニューアルした。

## 遊戯施設
- 周遊トレイン
- スワンボート
- おもしろ自転車
- ゴーカート
- 四輪バギー
- じゃぶじゃぶ池
- アクアチューブ
- パドルボート
- 芝すべり
- トランポリン
- ポニー乗馬
- ふれあい動物エリア
- ビッグプレイランド - 日本最大級のエアー遊具。全長約250ｍあり、子供から大人まで遊ぶことができる。小学生以下は保護者同伴が必要となる。
- こもれびアドベンチャー - フォレストアドベンチャー監修のフィールドアスレチック。ハーネスと呼ばれる安全装置を身に付け最高4m以上の高さまで登り様々なアスレチックにチャレンジする。難易度はキャノピーコース相当。未成年は保護者同伴が必要となる。
- ロングジップスライド - 高所から滑車ですべり降りるアクティビティ。ジップスライド自体はこもれびアドベンチャーのコース上にも設置されているが、こちらはボート池の上を滑る往復全長360mのロングタイプとなり同時に2人まで滑ることができる。フジテレビ系列『芸能人が本気で考えた!ドッキリGP』のロケで度々使用されており、ジップスライドが途中で切り離され、湖に落ちるドッキリ企画が行われている。安全基準はフォレストアドベンチャー同様となっている。

## 飲食施設
- マルシェホール - ステージイベントなど行うフードコート。
- 町レストラン シュー - 自家製品を使用したバイキングレストラン。
- 村レストラン ポワール - パスタメインの洋食レストラン。シルバニアファミリーのメニューも提供。
- ファストフード - 一部店舗にてシルバニアファミリーのメニューを提供。

## シルバニアパーク
エポック社の運営による首都圏初のシルバニアファミリーの屋外型施設。シルバニア村を忠実に再現しており、実物を10倍にした建物やオブジェクトが設置されているのが特徴。実際に建物内に入る事もでき、家具やアイテムに触ったり、撮影も可能。毎日クイズラリーを行っており、全て正解すると限定衣装の赤ちゃん人形がもらえる。定期的にイベントが開催されており、グリーティングやステージショーなども開催されている。

### わくわくさつえい会
平日14:30の1回。ショコラウサギの女の子のマスコットがシルバニアパークのオリジナルドレスで登場する。
土・日・祝日は11:30、13:30、14:30、15:30の4回。ショコラウサギの女の子の他にも季節によっていろんなキャラクターが登場する。
いずれもイバライドでのホームページなどから詳しいスケジュールを確認できる。

## アクセス
- 圏央道 稲敷ICから約10分、阿見東ICから約15分
- JR常磐線 牛久駅から無料送迎バス約30分（土・日・祝日のみ運行）